# Johannes Magnus
Johannes Magnus (født 19. marts 1488 i Linköping, død 22. marts 1544 i Rom) var en svensk prælat og historieskriver. Han var bror til Olaus Magnus.
Navnet Johannes Magnus antog han selv, da han gerne ville anses for at tilhøre den adelige slægt Store. Han studerede i udlandet og sendtes af Sten Sture den Yngre som dennes befuldmægtigede til Rom, hvor han virkede mod Christian II; han blev teologisk magister i Perugia og 1523 pavelig legat i Polen og Sverige. Samme år valgtes han efter den med Christian II flygtede Gustaf Trolle til ærkebiskop i Uppsala; han fik dog først 1533 pavelig stadfæstelse. Som ærkebiskop synes Johannes Magnus have været svag og rådvild; han gav rigtignok sit domkapitel det hverv at forberede en svensk bibeloversættelse og ville for øvrigt modsætte sig den frembydende reformatoriske bevægelse, men savnede kraft eller mod til at gøre det med eftertryk. Katolicismens egentlige forsvarer blev  da også Linköping-biskoppen Hans Brask. I 1526 sendtes Magnus i politisk ærinde til Rusland; sandsynligvis fordi Gustaf I ville blive ham kvit på denne måde. Han kom da heller aldrig mere tilbage til Sverige, så meget mindre som reformationen det følgende år vandt en afgørende sejr. Johannes Magnus opholdt sig siden i Polen og Italien. Johannes Magnus' historiske arbejder er: Historia de omnibus Gothorum Sueonumque regibus (udgivet i Rom 1554 af Olaus Magnus) og Historia metropolitanæ ecclesiæ Upsaliensis. Johannes Magnus' egenskaber som historiker er lærdom og varm fædrelandskærlighed, men tillige en fri fantasi, der ikke tager det så nøje med sandheden. Han har digtet en fantastisk kongerække for Sverige lige fra Magog, Jafets søn. De høje tal på de svenske konger af navnet Erik og Karl forklares af Johannes Magnus' mange gamle konger.